# Valère Dumortier

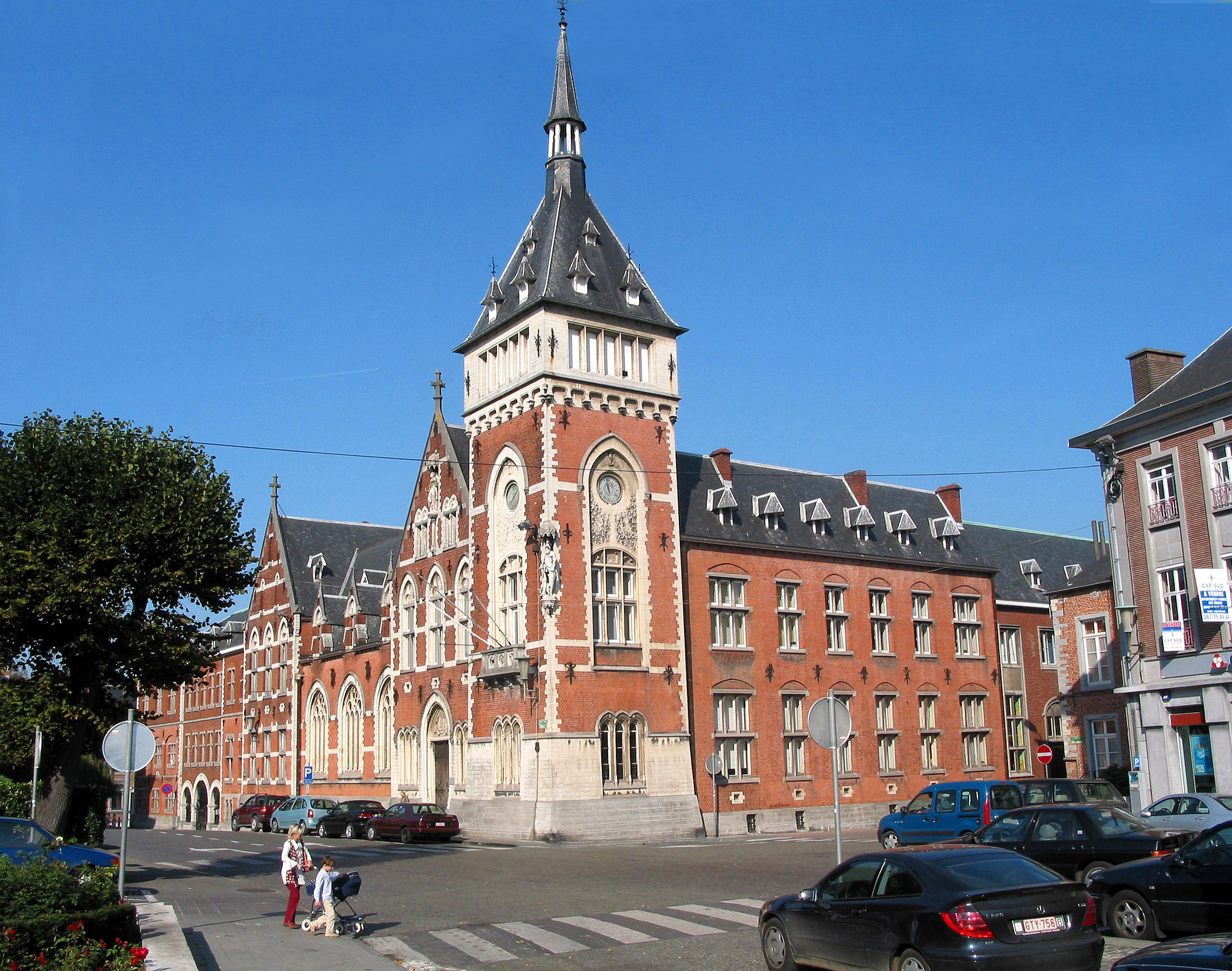
Het Nijvelse justitiepaleis (1888-1891)

Valère Désiré Joseph Dumortier (Wasmes, 2 april 1848 - Sint-Gillis, 4 juni 1903) was een Belgisch architect. Hij was de medeoprichter en eerste voorzitter van de architectenvereniging Société centrale d'architecture de Belgique en oprichter en hoofdredacteur van het architectentijdschrift L'Émulation. Zijn eerste ontwerpen waren neogotisch van stijl, later richtte hij zich tot het eclecticisme. Zijn belangrijkste ontwerpen waren het justitiepaleis van Nijvel en het voormalig Instituut voor Bacteriologie in het Brusselse Leopoldpark.

## Levensloop
Hij was de zoon van een bediende die in een steenkoolmijn in de Borinage werkte. Dumortier voltooide het middelbaar onderwijs in Bergen en ging daarna aan de slag als tekenaar bij het architectenbureau van Joseph Poelaert en als werfleider bij de bouw van de Onze-Lieve-Vrouwekerk van Laken onder leiding van Poelaert. Het was Poelaert zelf die hem verder opleidde tot architect.
Op 24-jarige leeftijd was hij in 1872, samen met een veertigtal andere jonge architecten, de medeoprichter van de Société centrale d'architecture de Belgique, die de belangen van de architecten verdedigde. Hij werd verkozen tot voorzitter en twee jaar later, in 1874, richtte hij binnen de vereniging het tijdschrift L'Émulation op dat zou uitgroeien tot het belangrijkste architectentijdschrift van het land. Hij werd de eerste hoofdredacteur en was directeur van het tijdschrift van bij de oprichting tot aan zijn dood. Dumortier was driemaal voorzitter van de architectenvereniging, van 1872 tot 1876, van 1884 tot 1885 en van 1896 tot 1898.
In 1882 behaalde Dumortier het hoger diploma technisch tekenen te Leuven nadat hij het jaar voordien reeds tekenleraar was geworden aan de Normaalschool Karel Buls. In 1887 voltooide hij zijn architectenopleiding  aan de academie van Elsene. Dumortier ging onmiddellijk aan de slag bij de provincie Brabant, eerst als toegevoegd architect, in 1891 als architect en in 1894 als provinciaal hoofdarchitect. Het was gedurende deze periode dat hij zijn belangrijkste ontwerpen zou realiseren, hoewel hij reeds in 1873 een eigen architectenbureau in Elsene had gevestigd dat hij in 1878 naar Brussel had verhuisd.
Dumortier werd in 1897 corresponderend lid van de Koninklijke Commissie voor Monumenten, was het jaar nadien betrokken bij de organisatie van het eerste internationale congres over openbare kunst te Brussel en was corresponderend lid van verscheidene internationale architectenverenigingen zoals het Koninklijk Instituut van Britse Architecten en het Nederlandse Architectura et Amicitia.
Hij stierf in 1903 op 55-jarige leeftijd in zijn eigen ontworpen woonhuis in Sint-Gillis. Het jaar nadien werd door de architectenvereniging op de begraafplaats van Sint-Gillis te Ukkel een door architect Fernand Symons ontworpen grafmonument opgericht, dat werd voorzien van een portretmedaillon van de hand van Charles Samuel. In 1997 werd het grafmonument beschermd.
Vanaf 1879 was Dumortier lid van de vrijmetselaarsloge Les Amis Philanthropes.

## Bouwwerken (selectie)

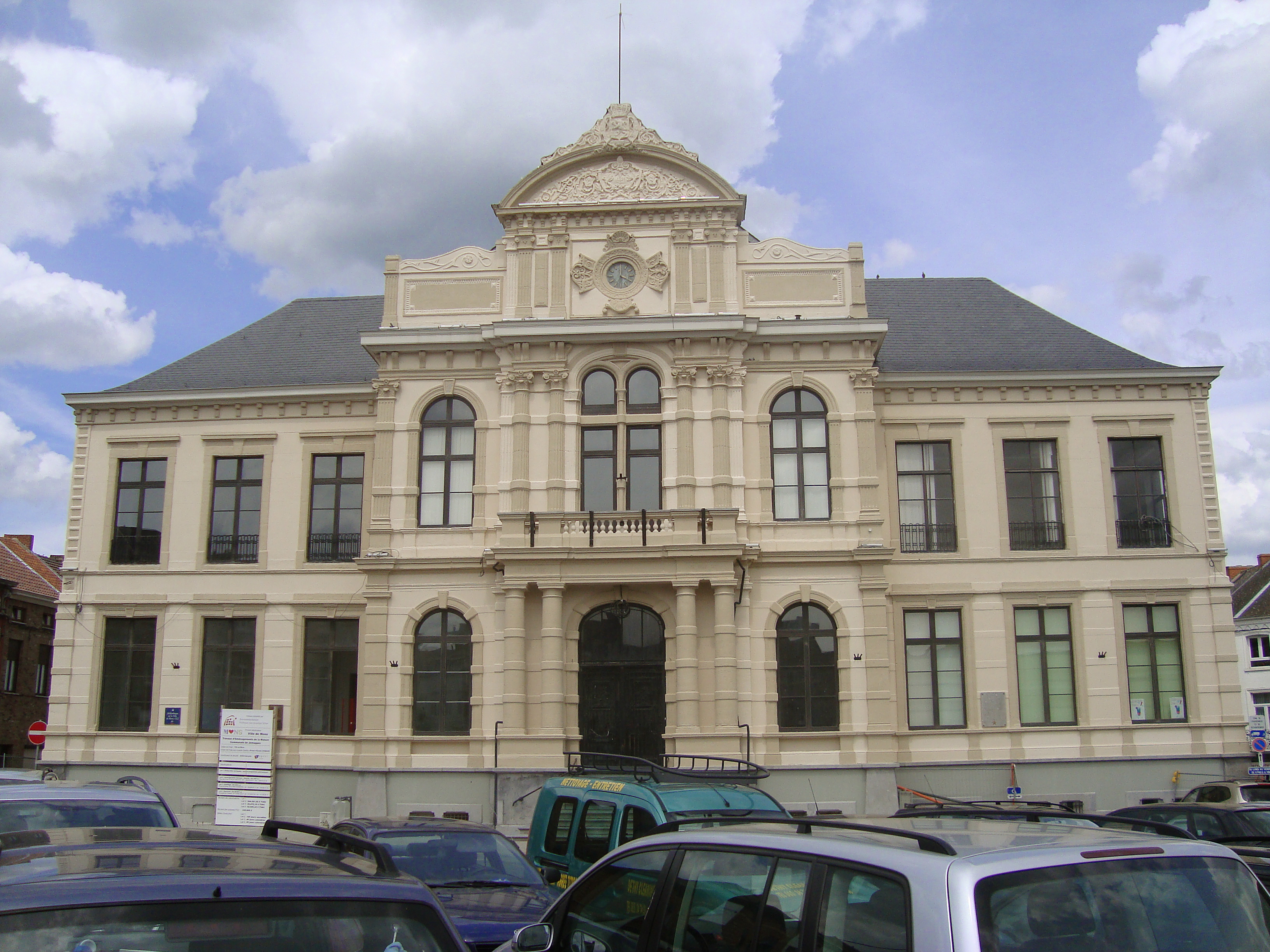
Gemeentehuis van Jemappes (1875-1878)

- Onze-Lieve-Vrouwekerk van Laken (1867-1872, als werfleider)
- Voormalige gemeentehuis van Jemappes (1875-1878, laureaat van de ontwerpwedstrijd in 1874)
- Gevelrestauratie van de Sint-Waltrudiskerk te Bergen (1877-1878)
- Gemeenteschool, Schaarbeekstraat in Brussel (1884, afgebroken voor de Noord-Zuidverbinding, vervangen door het Rijksadministratief Centrum)
- Justitiepaleis van Nijvel in neogotische stijl (1888-1891, laureaat van de ontwerpwedstrijd in 1887)
- Eigen woonhuis aan de Eugène Ducpétiauxlaan 90 en het ernaast gelegen huis te Sint-Gillis in eclectische stijl (1895)
- Restauratie van de pastorie van Meise (1902)
- Voormalig Instituut voor Bacteriologie in het Leopoldpark van Brussel in eclectische stijl (1903, voltooid in 1905 door Daniel Francken)